# Frużów
Frużów (niem. Fruschof) – część wsi Mąkoszyce w Polsce, położona w województwie wielkopolskim, w powiecie ostrzeszowskim, w gminie Kobyla Góra. Dawniej samdodzielna wieś.
Śląska wieś (i gmina jednostkowa), włączona w 1920 roku do Polski, z powiatu sycowskiego do powiatu ostrzeszowskiego.
W latach 1975–1998 miejscowość administracyjnie należała do województwa kaliskiego.